# Byun Byung-joo
Byun Byung-joo (ur. 26 kwietnia 1961 w Paju) – południowokoreański piłkarz występujący na pozycji napastnika.

## Kariera klubowa
Byun karierę rozpoczynał w 1980 roku w drużynie z Yonsei University. W 1983 roku trafił do klubu Daewoo Royals. W tym samym roku wywalczył z nim wicemistrzostwo Korei Południowej. Rok później zdobył z klubem mistrzostwo Korei Południowej. W 1986 roku zwyciężył z nim w rozgrywkach Azjatyckiej Ligi Mistrzów. W 1987 roku ponownie zdobył z zespołem mistrzostwo Korei Południowej.
W 1990 roku Byun odszedł do drużyny Hyundai Horang-i. W 1991 roku wywalczył z nią wicemistrzostwo Korei Południowej. W tym samym roku zakończył karierę.

## Kariera reprezentacyjna
W reprezentacji Korei Południowej Byun zadebiutował w 1981 roku. W 1984 roku znalazł się w kadrze na Puchar Azji, który Korea Południowa zakończyła na fazie grupowej. W 1986 roku został powołany do kadry na Mistrzostwa Świata. Zagrał na nich w meczach z Bułgarią (1:1) oraz Włochami (2:3). Korea Południowa odpadła z tamtego turnieju po fazie grupowej. W 1988 roku podczas Pucharu Azji zajął z drużyną narodową 2. miejsce. W 1988 roku wziął również udział w Letnich Igrzyskach Olimpijskich. W 1990 roku Byun ponownie wystąpił na Mistrzostwach Świata. Zaliczył na nich dwa występy, w pojedynkach z Hiszpanią (1:3) oraz z Urugwajem (0:1). Tamten mundial Korea Południowa zakończyła na fazie grupowej. W latach 1981–1990 w drużynie narodowej Byun rozegrał w sumie 68 spotkań i zdobył 10 bramek.